# Ramon (abat de Sant Pere de Rodes)
Ramon (s. XIII) fou un eclesiàstic català i abat de Sant Pere de Rodes entre 1252 i 1292. Durant el seu període abacial va obtenir una butlla papal de Gregori X, el 1273, on es confirmaven els béns i els privilegis del monestir que havien establert els papes amb anterioritat. A més, per mitjà d'una altra butlla del papa Nicolau V el 1291 va aconseguir la potestat de vestir de manera pontifical durant les celebracions litúrgiques importants.